# كانياس
كانياس (بالإسبانية: Canillas)‏ هو لاعب كرة قدم إسباني في مركز الهجوم، ولد في 29 سبتمبر 1996 في مالقة في إسبانيا. لعب مع نادي غرناطة.

## وصلات خارجية
- كانياس على موقع قاعدة بيانات كرة القدم.إي يو (الإنجليزية)
- كانياس على موقع Soccerway.com (الإنجليزية)
- كانياس على موقع عالم كرة القدم.نت (الإنجليزية)